# カングラトンビ
カングラトンビ（英語: Kangla Tombi）は、インドマニプル州西インパール県ラムサン郡にある村落。州第一の都市であるインパールの北の郊外、インド国道２号線のインパールとコヒマを結ぶ路線上に位置する。
景勝地としてカングラトンビの滝が知られる。
第二次世界大戦においてインパールに進撃する第15師団 (日本軍)の攻撃を受けたが、カングラトンビ南側のセックマイ（Sekmai）丘陵の英印軍陣地を抜くことができず、インパール攻略は失敗した。
インド軍により2011年に戦勝記念碑が建てられた。